# Pont Napoléon (Le Château-d'Oléron)
Pour les articles homonymes, voir Pont Napoléon.
Le pont Napoléon est un pont situé en France au Château-d'Oléron, sur l'Île d'Oléron dans le département de la Charente-Maritime.
L'édifice fait l'objet d'un classement au titre des monuments historiques depuis 1979.

## Historique
Le bâtiment est classé au titre des monuments historiques par arrêté du 15 janvier 1979 .

## Architecture

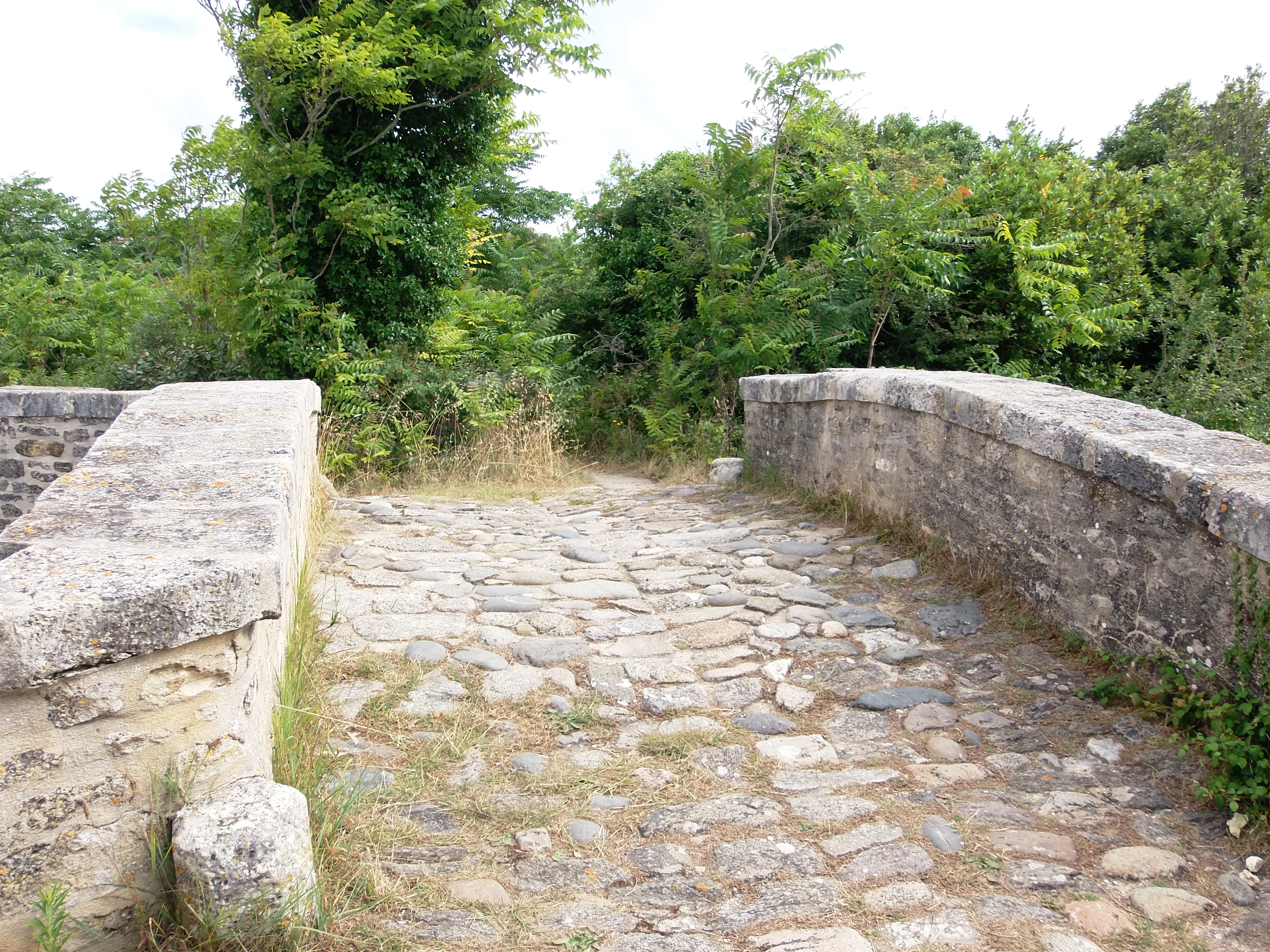
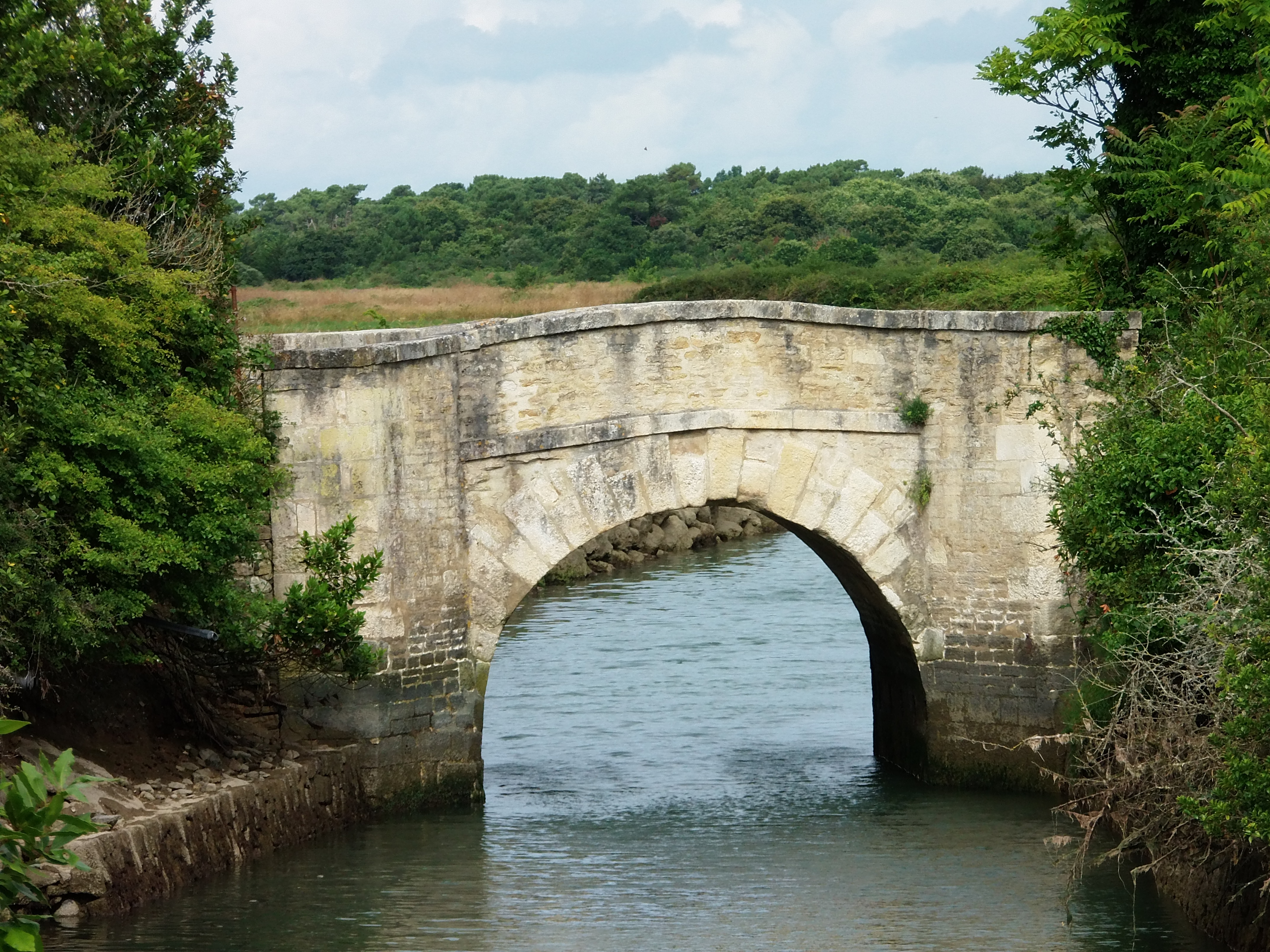